# Биргит Кулберг
Биргит Ранхилд Кулберг (швед. Birgit Ragnhild Cullberg; Нићепинг, 3. август 1908 — Стокхолм, 8. септембар 1999) је била шведска играчица и кореографкиња.

## Биографија
Биргит Кулберг била је ћерка банкара Карла Кулберга и Елне Вестерстрем. Учила је балет код Курта Јос-Ледер-а и Лилиан Карине и на Краљевском балету у Лондону 1952–57. Године 1960. постављена је за режисера и кореографа у Градском позоришту у Стокхолму, а 1979. и исте године одликована за професорске заслуге од стране шведске владе.

### Биргит у Стокхолмској опери
Балет у Стокхолмској опери 1940-их постављан је врло класично и ригорозно. То се променило након након што је у Опери постављено капитално дело Биргит Кулберг Госпођица Јулија (1950). Била је то плесна адаптација Стринбергове истоимене драме, темељно компонована психолошка плесна драма потпуно другачије врсте од уобичајених романтичних и прилично површних балета. Госпођица Јулија написана је за Елсу-Мариен вон Росен и Јулиуса Менгарелија, а сама Биргит играла је улогу Кристине. Балет је премијерно приказан под окриљем Народног позоришта у Вестеросу 1. марта 1950. године. Директор Стокхолмске опере Јоел Берглунд отишао је у Вастерос да види представу. Тако је одлучио да балет уврсти на репертоар Опере где је премијерно приказан у јесен исте године, 7. септембра 1950. То је био први пут да је Опера довела шведски балет који није премијерно приказан на њиховој сцени. Такође је било сасвим ново ангажовати балерину која се није обучавала у Опери.
Госпођица Јулија премијерно је изведена у САД 1958. у Метрополитен опери у Њујорку где су је дочекале изврсне критике.
Кулбергова је наставила да ради кореографије за опере: Оскаров бал, Серенада, на нову музику Дага Вирена, и Медеа, која је најпре постављена у Народном позоришту, а на послетку у Опери 1953/54. Кулбергова је остала у Опери до 1957, када јој уговор није обновљен и уместо тога започела међународну каријеру.

### Међународна каријера
Биргит Кулберг остварила је свој међународни пробој са Кулберг балетом 1960-их. Након што се пензионисала 1985. године, син Матс Ек преузео је плесну групу. У њено сећање, Управа за уметност шведског министарства културе основала је Кулберг стипендију. Такође је била почасна професорка на Универзитету у Стокхолму, где је студирала као млада.
Била је удата за Андерса Ека 1942–49. с којим је имала троје деце: Никласа Ека, Матса Ека и Малин Ек. Биргит Кулберг сахрањена је у гробници у Шумовитом гробљу у Стокхолму.

## Награде и признања
- 1961. -Prix Italia за плесни филм Црвено вино у зеленој чаши (заједно са Манс Рутерсверд )
- 1963. - Златна медаља Позоришног удружења за "изванредно уметничко дело"
- 1961 - Медаља Carina Ari
- 1976 - Награда Шведске академије за позориште
- 1977 - Litteris et Artibus у 12. величини
- 1979 - Почасни професор
- 1982. - Natur & Kulturs награда за културу
- 1982 - Почасна чланица
- 1983 - Illis Quorum